# Museo de la Estatua de la Libertad
El Museo de la Estatua de la Libertad se encuentra en la Isla de La Libertad, en la ciudad de Nueva York. El museo abrió sus puertas el 16 de mayo de 2019 y se centra en la creación, el significado y la historia de la Estatua de la Libertad, una gran estatua de Frédéric Auguste Bartholdi que Francia regaló a los Estados Unidos en 1886. 

## Construcción
La construcción del nuevo Museo de la Estatua de la Libertad comenzó a principios de octubre de 2016. Se invirtieron unos $70 millones de dólares para una superficie de 2400 m², para poder acomodar a todos los visitantes diarios de la isla, mientras que el antiguo museo solo podía albergar el 20 por ciento.
El museo fue diseñado por FXCollaborative y está integrado con el parque que lo rodea.

## Exposiciones

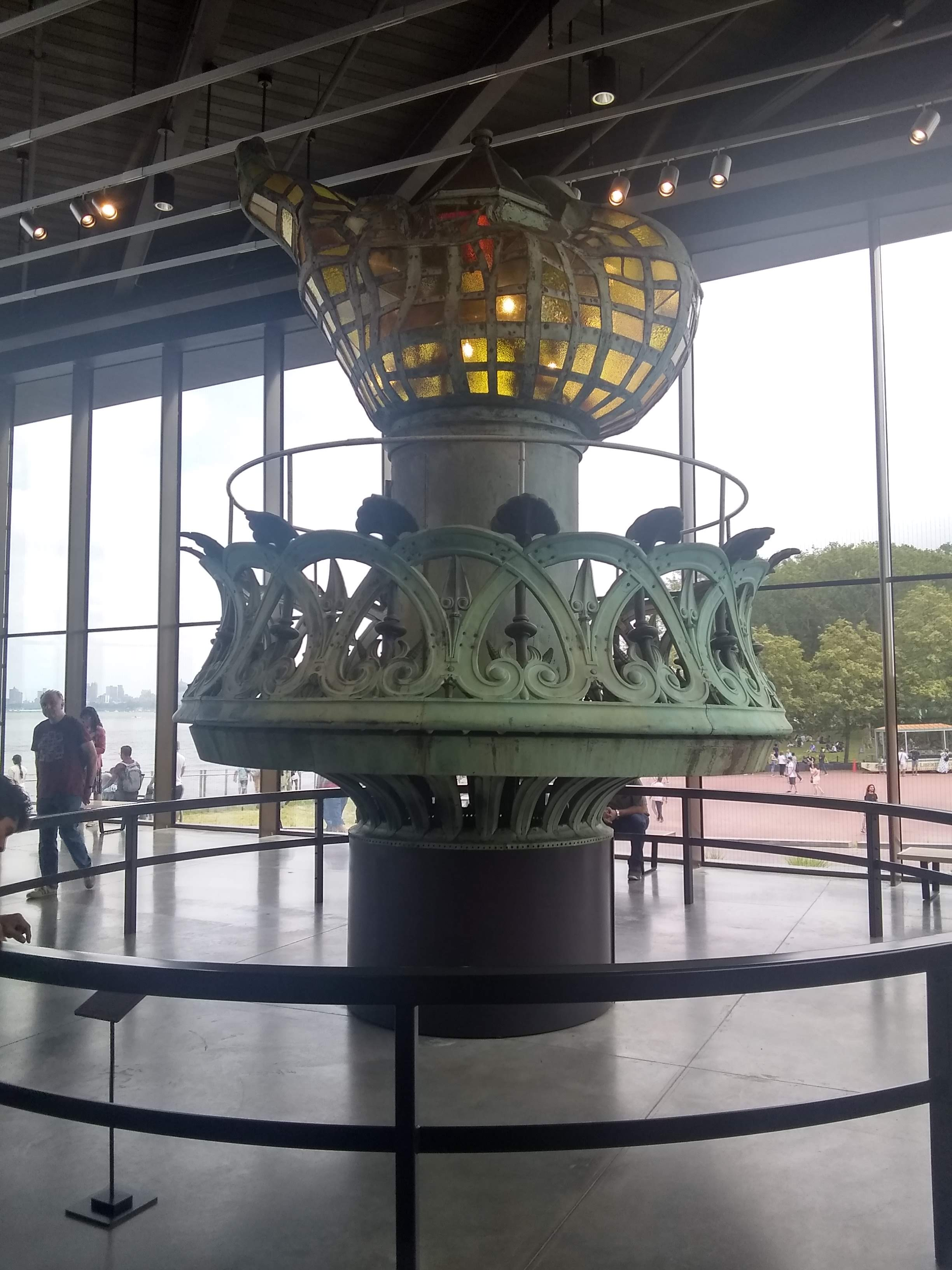
La antorcha original

Una de las piezas más importantes de la colección es la antorcha original, llevada por la estatua desde 1886 hasta 1984. El museo incluye exhibiciones relacionadas con la construcción y la historia de la estatua, y un espacio donde los visitantes pueden ver una vista aérea de la estatua. Las exhibiciones incluyen más de 500 fotografías y gráficos de más de 100 fuentes diferentes. Los ejemplos incluyen fotos históricas raras de la construcción de la Estatua del Museo Bartholdi en Colmar (Francia) y bocetos de los primeros diseños para el pedestal de la Biblioteca del Congreso.

## Fondos
El museo fue financiado por fondos privados provenientes de diversas personas y empresas, como Diane von Fürstenberg, Michael Bloomberg, Jeff Bezos, Coca-Cola, NBCUniversal, la familia de Laurence Tisch y Preston Robert Tisch, Mellody Hobson y George Lucas. Von Fürstenberg dirigió la recaudación de fondos para el museo, y el proyecto recaudó más de $ 40 millones. Tras la apertura del museo, los guías turísticos fueron prohibidos en ciertas partes de la isla, incluida parte del museo.

## En los medios
La construcción del museo y el papel de Diane von Furstenberg en su financiación se presentan en el documental de 2019 Liberty: Mother of Exiles.